# Ozodicera neivai
Ozodicera neivai är en tvåvingeart som beskrevs av Alexander 1940. Ozodicera neivai ingår i släktet Ozodicera och familjen storharkrankar. Inga underarter finns listade i Catalogue of Life.